# La Junta (Chihuahua)
La Junta es una población del estado mexicano de Chihuahua, localizada en las faldas de la Sierra Madre Occidental. Se localiza en el municipio de Guerrero, del que es la localidad más poblada, superando a la cabecera municipal, Guerrero.

## Historia
La mayor importancia de La Junta es como centro de comunicaciones, tanto carretero como de ferrocarril, tiene su origen precisamente en la construcción del ferrocarril y fue una importante estación, su nombre se debe a que era el punto donde se unían o "juntaban" el Ferrocarril Chihuahua al Pacífico que recorre de Ojinaga, Chihuahua a Topolobampo, Sinaloa y el Ferrocarril del Noroeste de México, que desde La Junta recorría hasta Ciudad Juárez a través del noroeste del estado de Chihuahua. Además en La Junta se unen la Carretera Federal 16 que proveniente de Chihuahua atraviesa la Sierra hacia Hermosillo y Bahía de Kino, Sonora y la Carretera estatal 16 de Chihuahua, que desde La Junta comunica a Guerrero y Madera.
Durante la expedición punitiva de los Estados Unidos al territorio mexicano, tropas a cargo del general John J. Pershing acamparon en La Junta, manteniéndose en expectativa. Fue durante este período de tiempo que el general Francisco Villa fue herido en una pierna en Guerrero para después desaparecer de escena durante su convalecencia mientras se escondía en una cueva de la zona.
En La Junta tuvo lugar, en 1963, la inauguración formal del Ferrocarril Chihuahua al Pacífico por el entonces Presidente de México, Adolfo López Mateos, y debido a ello a partir del 19 de mayo de 1965 fue denominada oficialmente Estación Lic. Adolfo López Mateos, aunque este nombre nunca adquirió arraigo y finalmente fue retirado por decreto del 11 de junio de 2003, denominándose nuevamente de manera oficial como La Junta, sin embargo el antiguo nombre es ocasionalmente utilizado aún en varias instancias.

## Clima
La ciudad se encuentra en la transición entre los climas Semiárido templado-frío (BSk) y Templado subhumedo (Cwb) de acuerdo con la clasificación climática de Vladímir Köppen. Las precipitaciones anuales son entre 500 y 600mm, en invierno es común la caída de nieve, las temperaturas varían ampliamente entre el verano y el invierno, pudiéndose registrar valores cercanos a los 35 °C en junio y julio, y en invierno registrándose heladas con temperaturas por debajo de hasta -15 °C
En enero de 2025 tras 2 nevadas y temperaturas extremadamente frías en el estado el dia 11 se rompió el record, con un remperatura de -23.8 °C 
| Parámetros climáticos promedio de La Junta | Parámetros climáticos promedio de La Junta | Parámetros climáticos promedio de La Junta | Parámetros climáticos promedio de La Junta | Parámetros climáticos promedio de La Junta | Parámetros climáticos promedio de La Junta | Parámetros climáticos promedio de La Junta | Parámetros climáticos promedio de La Junta | Parámetros climáticos promedio de La Junta | Parámetros climáticos promedio de La Junta | Parámetros climáticos promedio de La Junta | Parámetros climáticos promedio de La Junta | Parámetros climáticos promedio de La Junta | Parámetros climáticos promedio de La Junta |
| Mes                                        | Ene.                                       | Feb.                                       | Mar.                                       | Abr.                                       | May.                                       | Jun.                                       | Jul.                                       | Ago.                                       | Sep.                                       | Oct.                                       | Nov.                                       | Dic.                                       | Anual                                      |
| ------------------------------------------ | ------------------------------------------ | ------------------------------------------ | ------------------------------------------ | ------------------------------------------ | ------------------------------------------ | ------------------------------------------ | ------------------------------------------ | ------------------------------------------ | ------------------------------------------ | ------------------------------------------ | ------------------------------------------ | ------------------------------------------ | ------------------------------------------ |
| Temp. máx. abs. (°C)                       | 27                                         | 30                                         | 32                                         | 33                                         | 40                                         | 41                                         | 40                                         | 36                                         | 39                                         | 38                                         | 30                                         | 27                                         | 41                                         |
| Temp. máx. media (°C)                      | 12                                         | 14                                         | 18                                         | 23                                         | 28                                         | 32                                         | 29                                         | 26                                         | 26                                         | 23                                         | 18                                         | 13                                         | 32                                         |
| Temp. mín. media (°C)                      | -6                                         | -3                                         | -1                                         | 2                                          | 6                                          | 11                                         | 14                                         | 12                                         | 10                                         | 4                                          | -1                                         | -5                                         | -6                                         |
| Temp. mín. abs. (°C)                       | -23.8                                      | -15                                        | -11                                        | -7                                         | -3                                         | -1                                         | 6                                          | 4                                          | -2                                         | -5                                         | -15                                        | -18                                        | -23.8                                      |
| Precipitación total (mm)                   | 18                                         | 12                                         | 8                                          | 8                                          | 19                                         | 65                                         | 134                                        | 148                                        | 86                                         | 29                                         | 16                                         | 22                                         | 565                                        |
| Fuente: 13 de febrero de 2008              |                                            |                                            |                                            |                                            |                                            |                                            |                                            |                                            |                                            |                                            |                                            |                                            |                                            |

## Economía

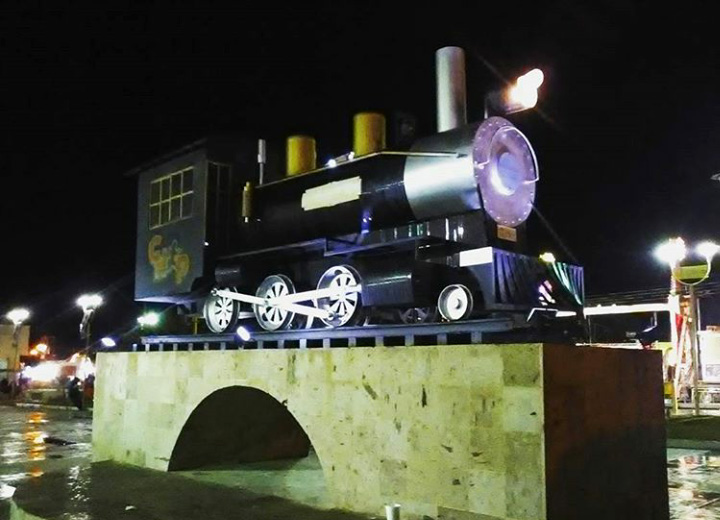
Símbolo de La Junta

La baja en las actividades del ferrocarril, sobre todo en el del Noroeste de México afectó sensiblemente a La Junta, que siempre había sido un poblado eminentemente ferrocarrilero, sin embargo ha mantenido una actividad económica basada en ser una población de paso del turismo que de dirige a destinos serranos como Creel, la Barranca del Cobre o la Cascada de Basaseachi.
Actualmente es una región productora de manzana de la mejor calidad del país, fruta de la cual se desprenden varios procesos de manufactura lo cual estimula la actividad económica durante todo el año.